# John Alexander Douglas McCurdy

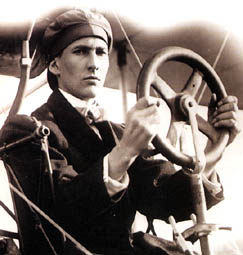
John A. D. McCurdy am Steuer der AEA Silver Dart

John Alexander Douglas McCurdy (* 2. August 1886 in Baddeck, Nova Scotia; † 25. Juni 1961 in Montréal) war ein kanadischer Flugpionier und Politiker.

## Leben
Nach dem Besuch des St. Andrew’s College in Aurora graduierte er 1906 an der University of Toronto in Maschinenbau. 1907 begann er eine Tätigkeit in Alexander Graham Bells Aerial Experiment Association (AEA).
Am 23. Februar 1909 war John Alexander Douglas McCurdy der erste Kanadier, der ein Flugzeug flog. McCurdy startete mit einer AEA Silver Dart bei Baddeck vom Eis des Bras d’Or Lake in Nova Scotia. Dieser Flug wurde am 28. Mai 1934 von der kanadischen Regierung zu einem „nationalen historischen Ereignis“ erklärt wurde.
Im Jahr 1910 erhielt McCurdy als erster Kanadier eine Pilotenlizenz.
Im November 1910 wäre McCurdy beinahe der erste Mensch geworden der mit einem Flugzeug von einem Schiff aus gestartet wäre. Zuerst sollte er von einer auf dem Bug des deutschen Passagierdampfers Kaiserin Auguste Viktoria aufgebauten Abflugrampe aus abfliegen, aber schlechte Wetterbedingungen verhinderten den Start. Zweck des Versuchsfluges wäre es, den Postverkehr im Nordamerika-Dienst durch Mitnahme eines Sackes mit Postsendungen im Flugzeug zu beschleunigen, durch den Vorausflug eines Flugzeuges einige hundert Kilometer bevor das Schiff seinen Zielhafen in den USA oder Deutschland erreicht. Der nächste Startversuch war für den 24. November vorgesehen, wurde aber auf den 12. November vorverlegt und McCurdy sollte nun vom Passagierdampfer Pennsylvania, der ebenfalls der deutschen Reederei HAPAG gehörte, mit einem Curtiss-Doppeldecker abfliegen. Durch einen Flugunfall McCurdys in Charlotte, North Carolina, konnte er die in Hoboken bei New York City liegende Pennsylvania aber nicht mehr erreichen und auf die Schnelle wurde der Pilot James Cairn „Bud“ Mars für den Flug herbeigerufen. Aber auch Bud Mars konnte nicht vom Schiff aus starten, weil sein Flugzeug an Bord der Pennsylvania bei einem Motorentest irreparabel beschädigt wurde.
Im Januar 1911 flog McCurdy als Erster nonstop von Key West, USA nach Havanna, Kuba. 1916 gab er seine Flugkarriere auf.
Im Zweiten Weltkrieg war er ein stellvertretender Regierungsdirektor der kanadischen Flugzeugproduktion. Von 1947 bis 1952 war er Vizegouverneur der Provinz Nova Scotia und somit Stellvertreter der britischen Krone. 1959 erhielt er die kanadische Luftfahrtauszeichnung, die McKee Trophy. 1973 wurde er in Kanadas Aviation Hall of Fame aufgenommen.
Am 15. November 1975 ehrte die kanadische Regierung McCurdy für sein Wirken als Flugpionier und erklärte ihn zu einer „Person von nationaler historischer Bedeutung“.